# Triops longicaudatus
Espèce
Synonymes
- Apus longicaudatus LeConte, 1846
(protonyme)

Triops longicaudatus est une espèce de crustacés phyllopodes de la famille des Triopsidés.
Les Triopsidés sont dits panchroniques car leur apparence a peu évolué depuis plus de 200 millions d’années, comme le montrent les fossiles du Mésozoïque ou « ère secondaire ».

## Description
Ce sont des crustacés d'eau douce. Le nom "Triops" dérive du grec et signifie « trois yeux ». Deux des trois yeux, en position latérale, sont bien visibles de près. Le troisième œil, plus simple, se trouve en profondeur et dans l'axe de l'animal : il ne perçoit pas de détails mais il est très sensible à la luminosité. Dans l'œuf, le Triops est si petit qu'on ne peut le voir qu'au microscope. Devenu adulte après plusieurs phases larvaires et mues, le Triops longicaudatus peut atteindre 3-4 centimètres de longueur et vivre jusqu'à 3 mois.

## Répartition
Ils sont répandus en Amérique du Nord. Au Canada, on le rencontre uniquement dans les provinces de l'Alberta et de Saskatchewan. On le trouve aux États-Unis (mais pas en Alaska), au Mexique, à Hawaï, en Argentine, aux îles Galápagos, dans les Antilles, dans les îles du Pacifique y compris le Japon et la Nouvelle-Calédonie.

## Milieu de vie
Triops longicaudatus vit au fond des mares d'eaux douces temporaires et chaudes (entre 21 et 31 °C) avec une profondeur moyenne de 1,2 m. Il préfère les eaux alcalines et ne supporte pas un pH inférieur à 6.
Il peut marcher sur le fond ou nager en pleine eau.

## Alimentation
Triops longicaudatus est une espèce omnivore qui peut se nourrir d'algues, d'insectes et de débris organiques divers. Ils peuvent manger à peu près tout ce qui est vivant et plus petit qu'eux. En captivité, le cannibalisme est fréquent. En mangeant les larves de moustiques, ils sont utiles dans la lutte contre la fièvre du Nil occidental et les maladies véhiculées par le moustique tigré.
Les oiseaux plongeurs (martin-pêcheur, cincle) ou limicoles et les poissons d'eau douce sont les prédateurs du Triops longicaudatus.

## Reproduction
Triops longicaudatus a plusieurs stratégies de reproduction. Il peut se reproduire de manière sexuée, mais cela est rare car la majorité des populations sont soit majoritairement femelles soit majoritairement mâles. Le recours à la parthénogenèse (développement à partir d'œufs non fécondés) est la stratégie la plus couramment utilisée. Certaines populations se composent néanmoins d'individus hermaphrodites qui se fécondent mutuellement.
Il a été noté que différentes populations peuvent utiliser une ou des stratégies de reproduction différentes simultanément, et pourraient être considérées comme appartenant à des espèces ou sous-espèces différentes dans le futur.
Chez les femelles, la onzième paire de pattes est modifiée en sacs ovigères dans lesquels les œufs sont transportés pendant plusieurs heures avant d'être relâchés. Ces œufs ont une coquille chitineuse épaisse et peuvent supporter de grands écarts de température ainsi que la sécheresse, ce qui permet à une population de survivre d'une saison à l'autre. Pour éclore, les œufs ont besoin d'avoir été asséchés totalement avant d'être à nouveau immergés dans l'eau. Ils peuvent rester en état de diapause pendant 20 ans, ce qui pourrait avoir un lien avec la survie de ce groupe lors des périodes d'extinction massive, notamment celle qui marque la fin du Mésozoïque il y a 66 millions d'années.
Les œufs éclosent quelques jours après avoir été déposés sur l'eau, et les larves venant d'éclore sont à peine visibles à l'œil nu. Six jours après l'éclosion elles atteignent la taille d'un ongle.
Puis un nouveau cycle commence car à l'âge adulte, le Triops dépose ses œufs dans un milieu composé de vase ou de sable immergé, où ils restent durant de nombreuses années, même en l'absence d'eau. Avec le remplissage des mares et des flaques d'eau après les pluies, les œufs sortent de leur diapause et les larves des Triops éclosent.

## Triops longicaudatuset l'Homme
Les œufs de Triops sont fréquemment vendus dans le commerce, généralement sous forme de kits d'élevage pour les enfants et aussi comme nourriture pour poissons d'aquarium.